# أحمد بن الفرات
أبو مسعود أحمد بن الفرات بن خالد الضبي الرازي محدث أصبهان، وأحد رواة الحديث النبوي.

## طلبه للعلم
ولد سنة نيف وثمانين ومائة في خلافة هارون الرشيد. طلب العلم في الصغر، وعد من الحفاظ وهو شاب أمرد، وارتحل إلى العراق والشام والحجاز واليمن، ولحق الكبار. سمع من: عبد الله بن نمير، وأبا أسامة، وحسين بن علي الجعفي، وأبا داود الحفري، ويزيد بن هارون، وأبا داود الطيالسي، ويحيى بن آدم، وجعفر بن عون، ويعلى بن عبيد، وأخاه محمد بن عبيد، وأزهر بن سعد السمان، وأبا عامر العقدي، وعبد الرزاق بن همام، وشبابة بن سوار، وابن أبي فديك، وأبا أحمد الزبيري، وأبا بكر الحنفي، ووهب بن جرير، ومحمد بن يوسف الفريابي، ومؤمل بن إسماعيل، وعبيد الله بن موسى، وأبا نعيم، وعفان، وأبا صالح الكاتب، ومحمد بن عيسى بن الطباع، وأبا جعفر النفيلي، وأبا اليمان، وأبا عبد الرحمن المقرئ، والهيثم بن جميل، وأبا الوليد، ومسلم بن إبراهيم، وعثمان بن عمر العبدي، وخلقا كثيرا، إلى أن ينزل إلى أبي بكر بن أبي شيبة، ومحمد بن حميد، وبكر بن خلف.
حدث عنه: أبو داود في سننه سنن أبي داوود، وأبو بكر بن عاصم، ومحمد بن يحيى بن منده، وجعفر الفريابي، ومحمد بن الحسن بن المهلب، وعبد الرحمن بن يحيى بن منده أخو محمد، وأحمد بن محمود بن صبيح وخلق من الأصبهانيين، آخرهم موتا المعمر أبو محمد بن فارس شيخ أبي نعيم الحافظ.

## مروياته
- حدثنا أحمد بن الفرات، أخبرنا أبو عامر، عن ابن أبي ذئب، عن سعد بن خالد، عن سعيد بن المسيب، عن عبد الرحمن بن عثمان: أن طبيبا سأل النبي صلى الله عليه وسلم عن ضفدع يجعلها في دواء، فنهى النبي صلى الله عليه وسلم عن قتلها.
- أخبرنا أحمد بن الفرات، أخبرنا عبد الرزاق، عن سفيان، عن أبي إسحاق، عن الأسود، عن عائشة بنت أبي بكر، قالت : كان النبي صلى الله عليه وسلم ينام جنبا ما يمس ماء.

## ثناء العلماء عليه
قال حميد بن الربيع: «قدم أبو مسعود الأصبهاني مصر، فاستلقى على قفاه، وقال لنا: خذوا حديث أهل مصر، قال: فجعل يقرأ علينا شيخا شيخا من قبل أن يلقاهم، يعني: كان قد نظر في حديث مشايخ مصر من كتب الرحالين ووعاه». وعن أبي مسعود قال: «كنا نتذاكر الأبواب، فخاضوا في باب، فجاؤوا فيه بخمسة أحاديث، فجئت بسادس، فنخس أحمد بن حنبل في صدري لإعجابه بي». وروى يزيد بن عبد الله الأصبهاني عن أحمد بن دلويه قال: «دخلت على أحمد بن حنبل فقال: من فيكم، قال: قلت محمد بن النعمان بن عبد السلام فلم يعرفه، فذكرت له أقواما، فلم يعرفهم، فقال: أفيكم أبو مسعود، قلت: نعم، قال: ما أعرف اليوم أظنه قال: أسود الرأس أعرف بمسندات رسول الله صلى الله عليه وسلم منه». قال أبو عروبة الحراني: «أبو مسعود الأصبهاني في عداد أبي بكر بن أبي شيبة في الحفظ، وأحمد بن سليمان الرهاوي في الثبت».

## وفاته
توفي ابن الفرات سنة 258 هـ.